# Соколовка (Хмельницкий район)
Соколовка (укр. Соколівка) — село в Хмельницком районе Хмельницкой области Украины.
Население по переписи 2001 года составляло 1773 человека. Почтовый индекс — 32153. Телефонный код — 3853. Занимает площадь 3,75 км². Код КОАТУУ — 6825886801.
В селе родился Герой Советского Союза Илья Рысюк.

## Местная власть
32100, Хмельницкая область, Хмельницкий р-н, пгт Ярмолинцы